# Tramway d'Ostrava
Le tramway d'Ostrava, circule depuis 1901 dans la ville de Ostrava en République tchèque.

## Exploitation

### Lignes actuelles
| Ligne          | Itinéraire |
| -------------- | --- |
| Lignes de jour | |
| 1              | Hlavní nádraží – Křižíkova – Karolina – Dolní Vítkovice – Důl Jeremenko – Hrabůvka,kostel – Josefa Kotase – Dubina                                            |
| 2              | Hlavní nádraží – Křižíkova – Karolina – Dolní Vítkovice – Vítkovice,Mírové nám. – SPORT ARÉNA – Karpatská – Zábřeh,vodárna – Kotva – Výškovice                |
| 3              | Poruba,vozovna – Svinov,mosty – Hulváky – Mariánské nám. – Vítkovice,Mírové nám. – SPORT ARÉNA – Jubilejní kolonie – Hrabůvka,kostel – Josefa Kotase – Dubina |
| 4              | Martinov – Svinov,mosty – Hulváky – Mariánské nám. – Karolina – Výstaviště – Hranečník – Osada Míru – Vratimovská – Nová huť již.brána                        |
| 5              | Poruba,vozovna / Rektorát VŠB – Poruba,Vřesinská – Poruba,koupaliště – Vřesina – Krásné Pole – Dolní Lhota – Horní Lhota – Budišovice,Zátiší                  |
| 6              | Mor.Ostrava,Plynárny – Karolina – Dolní Vítkovice – Důl Jeremenko – Nádraží Vítkovice – Kpt.Vajdy – Zábřeh,vodárna – Kotva – Výškovice                        |
| 7              | Poruba,Vřesinská / Poruba,vozovna – Svinov,mosty – Hulvácká – Palkovského – SPORT ARÉNA – Karpatská – Zábřeh,vodárna – Kotva – Výškovice                      |
| 8              | Poruba,Vřesinská / Poruba,vozovna – Svinov,mosty – Hulváky – Mariánské nám. – Karolina – Mor.Ostrava,Plynárny / Hlavní nádraží / Přívoz, Hlučínská            |
| 10             | Hranečník – Výstaviště – Karolina – Dolní Vítkovice – Důl Jeremenko – Hrabůvka,kostel – Josefa Kotase – Dubina                                                |
| 11             | Mor.Ostrava,Plynárny – Karolina – Mariánské nám. – Hulváky – Hulvácká – SPORT ARÉNA – Nádraží Vítkovice – Kpt.Vajdy – Zábřeh,vodárna – Kotva – Zábřeh         |
| 12             | Hranečník – Výstaviště – Karolina – Mariánské nám. – Vítkovice,Mírové nám. – Palkovského – Dolní – Rodinná – ÚMOb Jih – Josefa Kotase – Dubina                |
| 14             | Přívoz,Hlučínská – Křižíkova – Výstaviště – Hranečník – Osada Míru – Vratimovská – Nová huť již.brána                                                         |
| 15             | Výškovice – Kotva – Zábřeh,vodárna – Kpt.Vajdy – Rodinná – ÚMOb Jih – Josefa Kotase – Dubina                                                                  |
| 17             | Poruba,Vřesinská / Poruba,vozovna – Svinov,mosty – Hulvácká – Dolní – Rodinná – ÚMOb Jih – Josefa Kotase – Dubina                                             |
| Lignes de nuit | |
| 18             | Hlavní nádraží – Křižíkova – Karolina – Mariánské nám. – Hulváky – Hulvácká – Dolní – Rodinná – ÚMOb Jih – Josefa Kotase – Dubina                             |
| 19             | Martinov – Svinov,mosty – Hulváky – Mariánské nám. – Vítkovice,Mírové nám. – SPORT ARÉNA – Jubilejní kolonie – Hrabůvka,kostel – Josefa Kotase – Dubina       |

### Matériel roulant
| Image | Modèle         | Année de réception |
| ----- | -------------- | ------------------ |
|       | Tatra T3       | 1965               |
|       | Tatra K2       | 1967               |
|       | Tatra KT8D5    | 1989               |
|       | Tatra T6A5     | 1994               |
|       | Škoda 03 T     | 1998               |
|       | Inekon 01 Trio | 2002               |
|       | VV60LF         | 2005               |
|       | Vario LF       | 2005               |
|       | Vario LF3      | 2006               |
|       | Vario LF2      | 2007               |
|       | Vario LF3/2    | 2008               |

En 2017, 40 rames sont commandés à Stadler. Long de 24,9 m, les premières livraisons de ces rames unidirectionnelles sont attendues pour mars 2018.